# Porvoo Butchers
Die Porvoo Butchers sind ein finnischer American-Football-Verein aus Porvoo.

## Geschichte
Gegründet wurden die Butchers 1986. Gleich in ihrer ersten Saison 1987 wurden sie Meister der Division II und stiegen in die Division I auf. Auch dort waren sie sofort erfolgreich und erreichten nach gewonnener Aufstiegsrelegation die Vaahteraliiga. Dort mussten sie allerdings in der ersten Saison Lehrgeld zahlen und stiegen mit nur einem Sieg sofort wieder ab. Kehrten aber nach der erneuten Division-I-Meisterschaft im Jahr 1990 umgehend wieder in die Vaahteraliiga zurück, wo sie sich in der Folge auf hielten. 1995 erreichten sie den dritten Platz in der Meisterschaft, 1997 wurden sie finnischer Vizemeister. Nach der Saison 1999 mussten sie sich dann aus wirtschaftlichen Gründen aus dem Spielbetrieb zurückziehen. 2001 nahmen sie den Spielbetrieb in der Division I neu auf und gewannen die Liga und stiegen zum dritten Mal in ihrer Geschichte ein die Vaahteraliiga auf. Dort erreichten sie 2003 den dritten Platz und 2005 gewannen sie ihre erste finnische Meisterschaft. Diesen Erfolg konnten sie in den folgenden fünf Jahren jeweils wiederholen und holten, wie zuvor nur die Helsinki Roosters, die finnische Meisterschaft sechsmal in Folge.
In der European Football League traten die Butchers 2007 erstmals an, scheiterten aber in der Qualifikationsrunde am norwegischen Vertreter Eidsvoll 1814s. In der Saison 2009 nahmen die Butchers erneut an der EFL teil.  Ihre Gegner in der Qualifikationsrunde waren erneut Eidsvoll, sowie die schwedische Mannschaft Stockholm Mean Machines. Sie erreichten unbesiegt das Halbfinale, wo sie an den Swarco Raiders Tirol mit 31:13 scheiterten.
Durch das Erreichen des Halbfinales 2009, war Porvoo in der EFL 2010 bereits im Viertelfinale gesetzt, wo sie auf die Berlin Adler trafen und mit 16:47 unterlagen.  Danach traten die Butchers international nicht mehr in Erscheinung.

## Weitere Mannschaften
Neben dem Männerteam haben die Butchers mehrere Jugendmannschaften im Spielbetrieb und auch eine Frauenfootballmannschaft.